# Црногорске Владе у егзилу (1916—1922)
Владе Краљевине Црне Горе у егзилу биле су владе Краљевине Црне Горе у раздобљу пуног међународног признања од 1916. до 1918. године, након чега је усљедио период (1918-1922) промјене статуса и постепеног губљења међународног признања, а затим и потпуног гашења.

## Први период (1916-1918)
Када је почетком јануара 1916. године краљ Никола напустио земљу, с њим је отишао и тадашњи предсједник владе Лазар Мијушковић. У земљи су остала три министра и начелник Врховне команде, дивизијар Јанко Вукотић.
У егзилу, у Француској, нову владу је формирао Андрија Радовић (29. IV 1916 - 4. I 1917). Због одбијања краља Николе да се одрекне престола, а Црну Гору припоји Србији, Андрија Радовић је поднео оставку.
Након краткотрајне владе генерала Мила Матановића (4. I 1917 - 29. V 1917), указом краља Николе од 29. V 1917. године формирана је влада на челу са Евгенијем Поповићем. Поповић је био бивши дугогодишњи црногорски генерални конзул у Риму, док су остали министри били мање значајни чиновници. Ова влада залагала се да Црна Гора очува своју државност, а да у случају југословенског уједињења у нову заједницу уђе као њен равноправни члан.

## Други период (1918-1922)
Након одржавања Подгоричке скупштине и стварања Краљевине СХС (1918), положај Поповићеве владе се битно измјенио усљед настанка потпуно нових политичких околности.
Поповића на месту предсједника владе замењује Јован Пламенац, којег је на место предсједника декретом поставио краљ Никола 4. (17) II 1919. године. Поред Пламенца, тадашњу владу сачињавали су и министри: Перо Вучковић, Милутин Вучинић, Мило Вујовић и Перо Шоћ. Крајем 1920. и почетком 1921. међународни положај ове владе се погоршао. Владе Француске, Велике Британије и САД-а прекинуле су односе са црногорском владом, а у марту 1921. умро је и краљ Никола.
Пламенчева влада је дала оставку 20. VI 1921. године. Указом краљице Милене од 28. VI 1921. године, за предсједника владе је постављен дивизијар Милутин Вучинић.
Када је Вучинић умро, 14. септембра 1922. године, Јован Пламенац се 16. септембра 1922. прогласио за предсједника владе одбивши да призна краљицу Милену за намјесника. Краљица је декретом од 23. септембра 1922. за предсједника владе поставила др Анта Гвозденовића и тако настају 2 сукобљене владе. Формално ове владе није нико признавао.

## Дипломатски представници при влади у егзилу
Црногорски двор је праћен у изгнанству од дипломатског кора који се састојао од представника неколико земаља - Русије, Србије, Француске, Италије и Велике Британије.
Архива двора је пронађена, закопана, почетком 1923. на Цетињу (сређена је до следеће године), а у априлу 1924. је јављено да је у Загребу у коферима пронађено и посуђе, процењено на неколико десетина милиона динара, пренесено у депо министарства финансија у Београду.